# Stema Chișinăului

Stema Chișinăului

Stema municipiului Chișinău a fost realizată de artistul plastic Gheorghe Vrabie și aprobată la 8 august 1991 de către Comitetul executiv al Consiliului municipal Chișinău, care a și decis reproducerea acesteia, începând cu 31 august 1991, pe ștampilele, blanchetele, insignele orașului, pe obiectele design-ului urban și pe cele informative. 

Varianta actuală se bazează pe stema municipiului Chișinău introdusă prin decretul regal din 31 iulie 1930, cu următoarea descriere oficială: 
|  | „Pe scut albastru, o acvilă de aur, cu aripile lăsate în jos, privind spre dreapta. Peste tot: stema Moldovei. Scutul timbrat de o coloană murală cu 7 turnuri, care simbolizează șapte coline pe care este amplasat Chișinăul”. |

În 1929, regele Carol a II-lea a conferit Chișinăului pentru merite deosebite în renașterea națională a Basarabiei un vultur de aur pe un blazon gotic azuriu cu coroana municipiului deasupra, iar pe pieptul vulturului – un cap de bour în blazon roșu. Această stemă elaborată de o comisiei de heraldiști sub conducerea lui Paul Gore, a fost aprobată drept stemă a Chișinăului și până în prezent n-a fost anulată legislativ nici de România, nici de Republica Moldova.

## Sectoarele municipiului Chișinău

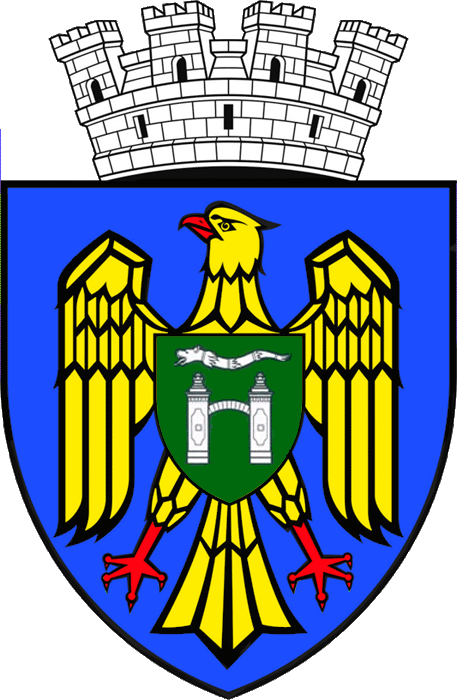
Botanica
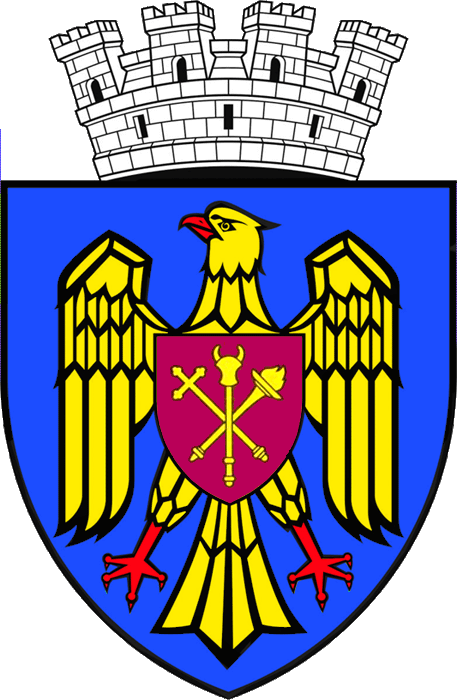
Buiucani
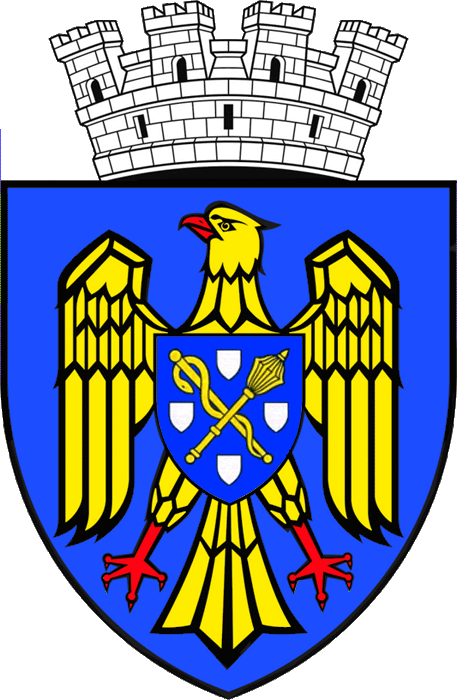
Centru
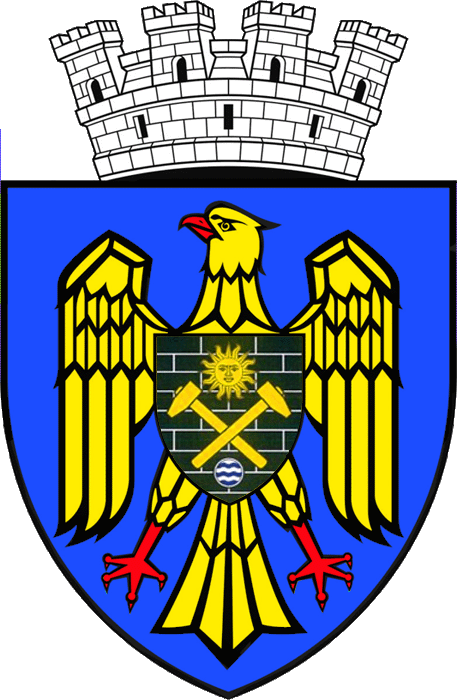
Ciocana
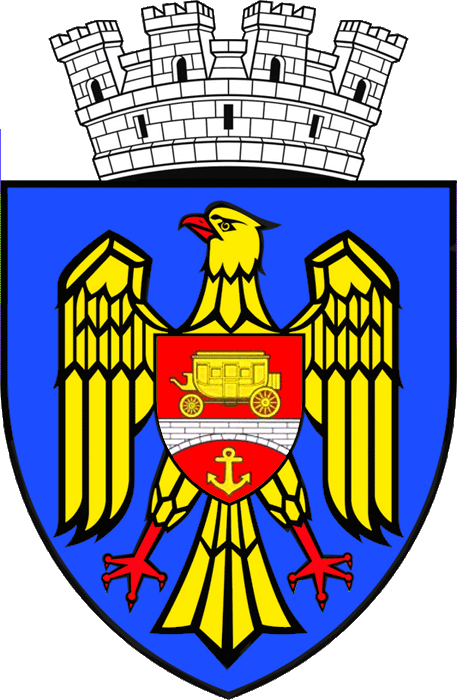
Rîșcani

## Vezi și
- Steagul Chișinăului
- Imnul Chișinăului

## Legături externe
- Simbolurie orașului Arhivat în 29 mai 2015, la Wayback Machine. pe pagina oficială a municipiului.
- Stema vechiului Chișinău. Pecetea șoltuzului
- Simbolica municipiului Chișinău[nefuncțională]
 / orasulmeuchisinau.wordpress.com